# Leucophenga sierraleonica
Leucophenga sierraleonica är en tvåvingeart som beskrevs av Bachli 1971. Leucophenga sierraleonica ingår i släktet Leucophenga och familjen daggflugor. Inga underarter finns listade i Catalogue of Life.